# Адалбранд фон Бремен
Адалбранд фон Бремен също Бецелин (на немски: Adalbrand von Bremen, Alebrand von Bremen, Becelin, Bezelin, Bencelin, † 15 април 1043, Бюкен, погребан в Бремен) е немски клерик и 12. архиепископ на Бремен и Хамбург и 15. епископ на Бремен от 1035 до 1043 г.

## Управление
Той е духовник в Кьолн, става кралски каплан. През 1035 г. император Конрад II го поставя за 12. архиепископ на Бремен и Хамбург и 15. епископ на Бремен. Със съседните славяни той има мирни отношения. Построява отново от камък изгорената от славяните катедрала в Хамбург и архиепископския дворец.
Адалбранд прави през 1043 г. бос пеша поклонение до Шармбек (Scirnbeci) и се разболява. Умира на 15 април 1043 г. в Бюкен и е погребан в катедралата на Бремен.
По време на управлението му на 11 септември 1041 г. катедралата в Бремен е подпалена.